# آخرین
آخرین (انگلیسی: Last; کره‌ای: 라스트) یک مجموعه تلویزیونی محصول کره جنوبی سال ۲۰۱۵ بر پایه وب‌تونی با همین نام اثر کانگ هیونگ کیو است.
در این مجموعه یون که سانگ و لی بوم سو ایفای نقش کردند و از ۲۴ ژوئیه تا ۱۲ سپتامبر ۲۰۱۵ روزهای جمعه و شنبه ساعت ۲۰:۴۰ (کی‌اس‌تی) از جی‌تی‌بی‌سی برای ۱۶ قسمت پخش شد.